# Tesseropora atlantica
Tesseropora atlantica is een zeepokkensoort uit de familie van de Tetraclitidae. De wetenschappelijke naam van de soort is voor het eerst geldig gepubliceerd in 1976 door Newman & Ross.